# David J. Keil
David John Keil (* 13. Dezember 1946 in Elmhurst, Illinois) ist ein US-amerikanischer Botaniker. Sein botanisches Autorenkürzel lautet „D.J.Keil“.

## Leben
Keil ist das dritte von sechs Kindern von John B. Keil und Clara E. Keil. Seine Grundschulausbildung erhielt er an der öffentlichen Schule in Villa Park, Illinois. 1964 machte er seinen Abschluss an der Willowbrook High School in Villa Park, Illinois. Er absolvierte sein Grundstudium in Botanik an der Arizona State University, wo er 1968 seinen Bachelor- und 1970 seinen Master-Abschluss erwarb. Zur selben Zeit wurde er als Second Lieutenant in die United States Army Reserve aufgenommen. 1973 wurde er mit der Dissertation A re-evaluation of Pectis l. subgenus Pectidopsis (DC.) Fernald (Compositae: Pectidinae) unter der Leitung von Tod F. Stuessy an der Ohio State University zum Ph.D. promoviert. Für diese Arbeit untersuchte er die Verwandtschaftsverhältnisse der Gattung Pectis im Südwesten der Vereinigten Staaten und in Mexiko. Als Postdoc hatte Keil zahlreiche Lehraufträge und kam 1976 an die California Polytechnic State University in San Luis Obispo. Sein Forschungsschwerpunkt konzentriert sich auf die Systematik der Korbblütler (Asteraceae), der artenreichsten Pflanzenfamilie Kaliforniens. Zu seinen Arbeiten gehören Erstbeschreibungen neuer Arten (mehr als 130), neue Techniken in der Systematik, Revisionen sowie Primärforschung in der Ökologie. Seine Forschungsprojekte erstrecken sich über ganz Nordamerika, mit besonderem Augenmerk auf Kalifornien und Arizona. Seine Gattungsbehandlungen umfassen alle Triben der Korbblütler, einschließlich Pectis L., Cirsium Mill., Isocarpha R. Br. und Gnaphalium L.
1978 wurde Keil zum Direktor des Robert F. Hoover Herbariums an der California Polytechnic State University ernannt. Die Sammlungen, die er seitdem zusammentrug, umfassen heute fast 33.000 Exemplare, von denen die meisten im Robert F. Hoover Herbarium untergebracht sind.
Keil war am Florenwerk The Jepson Manual beteiligt, das von den University and Jepson Herbaria der University of California, Berkeley herausgeben wurde. Er verfasste den Bestimmungsschlüssel zu den kalifornischen Pflanzenfamilien und war als Redakteur und Hauptautor der Familie Asteraceae in beiden Ausgaben des Handbuchs verantwortlich. Für die zweite Auflage des Jepson Manual verfasste Keil einen neuen Schlüssel zu den Familien, der die wichtigsten taxonomischen Überarbeitungen seit 1993 umfasst, und fungierte als Mitherausgeber des gesamten Handbuchs. 
Außerhalb Kaliforniens hat Keil drei Bände über die Asteraceae für das Projekt Flora of North America herausgegeben und wirkte als Autor mit. Er veröffentlichte Bestimmungsschlüssel zu den Pflanzenfamilien von Arizona und erstellte viele regionale Florenverzeichnisse. Neben diesen hochtechnischen botanischen Nachschlagewerken verfasste Keil auch populärwissenschaftliche Bücher über die kalifornische Botanik.
In Zusammenarbeit mit der örtlichen Ortsgruppe der California Native Plant Society (CNPS) verfasste er 2010 die Schrift Wildflowers of San Luis Obispo, in der über 290 Pflanzenarten aufgeführt sind.
Keil ist Mitglied der California Botanical Society.

## Dedikationsnamen
Nach David Keil sind die Taxa Ancistrocarphus keilii Morefield, Erigeron inornatus (A. Gray) A. Gray var. keilii G.L. Nesom, Wedelia keilii B.L. Turner und Chrysanthellum keilii B.L. Turner benannt.